# Andrei Bănică
Andrei Nicolae Bănică (* 23. November 1977 in Constanța) ist ein ehemaliger rumänischer Ruderer.

## Biografie
Andrei Bănică gehörte bei den Olympischen Sommerspielen 1996 in Atlanta und 2000 in Sydney der Crew des rumänischen Achters an. Beide Male jedoch ging er ohne Medaillen aus. Bei den Weltmeisterschaften konnte er mit dem rumänischen Achter eine Gold-, Silber- und eine Bronzemedaille gewinnen.